# 52601 Iwayaji
52601 Iwayaji è un asteroide della fascia principale. Scoperto nel 1997, presenta un'orbita caratterizzata da un semiasse maggiore pari a 2,6697570 UA e da un'eccentricità di 0,0795761, inclinata di 6,84874° rispetto all'eclittica.